# Bagnisiopsis eucalypti
Bagnisiopsis eucalypti är en svampart som beskrevs av Dearn. & Barthol. 1926. Bagnisiopsis eucalypti ingår i släktet Bagnisiopsis och familjen Phyllachoraceae.   Inga underarter finns listade i Catalogue of Life.